# Laurie Drew
Laurie Drew (* in Ontario, Kanada) ist eine kanadische Kostümbildnerin in Fernsehserien und Filmen.

## Leben
Drew wurde in einer kleinen Stadt in der Nähe von Toronto geboren. Ihre Mutter war Lehrerin. Der Vater war, während Drews Kindheit in den 1960er Jahren, Polizist bei der Ontario Provincial Police. Er wurde später Geschäftsmann. Drew studierte an der Brock University in Toronto. Sie besuchte Schauspielkurse und spielte einen alten Mann der italienischen Commedia dell’arte in einem Stück von Molière. In jungen Jahren bereiste sie längere Zeit verschiedene europäische Länder, zum Beispiel Österreich, Deutschland, Italien, Spanien, Portugal, Belgien und die Niederlande. Sie spricht etwas Französisch und Italienisch. Danach lebte sie drei Jahre mit ihrem Mann, von dem sie inzwischen geschieden ist, in Key West, Florida, bei einem Freund ihres damaligen Mannes. Dort eröffnete sie in den 1970ern eine erfolgreiche Boutique für Bademoden meist für Frauen. Sie bekam das Angebot für einen Film in Montreal zu arbeiten und lebte daraufhin etwa zehn Jahre dort. Ein Bekannter von ihr, der Produzent Robert Lantos, brachte sie zum Kostümdesign. Sie erwarb und erweiterte ihre Erfahrung in einigen Low-Budget-Filmen durch die Arbeit in der Praxis. In Toronto wirkte sie an der Polizeiserie In der Hitze der Nacht (Night Heat) mit. Sie übersiedelte dorthin und übt ihren Beruf inzwischen etwa fünfundzwanzig Jahre lang vor allem in Fernsehproduktionen aus.
Drews Modedesigns fanden bei verschiedenen Preisverleihungen Beachtung. 1995 wurde sie für die historische Miniserie Choices of the Heart: The Margaret Sanger Story bei den CableACE Awards nominiert.
Bei den Gemini Awards wurde sie 1996 ebenfalls für diesen Film nominiert. Im Frühjahr 1998, in den Jahren 1999 und 2000 wurde sie für die dramatische Agentenserie Nikita nominiert. Im Herbst 1998 gewann sie diese kanadische Auszeichnung für die Folge 2.05 Führungswechsel (New Regime) dieser Fernsehserie, die maßgeblich vom Produzenten Joel Surnow erdacht und von den Hauptdarstellern Peta Wilson und Roy Dupuis zum Leben erweckt wurde. Drew prägte neben Szenenbildner Rocco Matteo wesentlich den minimalistischen Stil und den charakteristischen Look der Serie, in der das Aussehen oft mehr verrät als die spärlichen Worte.

## Filmografie

### Kostümbildnerin
- 1982: Hard Feelings
- 1985: In der Hitze der Nacht (Night Heat) (Folge: Necessary Force)
- 1986: Sword of Gideon
- 1986: Die Total verrückte Clique – Lucky Harry (Perfect Timing)
- 1986: Saison für Seitensprünge (Separate Vacations)
- 1988: Spione, überall Spione (Spies, Lies & Naked Thighs)
- 1991: Der Preis der Schönheit (Drop Dead Gorgeous)
- 1992: Scanners III (Scanners III: The Takeover)
- 1992: Schrei, wenn du kannst (In the Eyes of a Stranger)
- 1992: Recht für eine Ewigkeit (The Good Fight)
- 1993: Der Zeuge am Fenster (Blood Brothers)
- 1993: Bonds of Love
- 1993: Family of Strangers
- 1994: Ich laß' dich nicht allein (And Then There Was One)
- 1995: Spenser: A Savage Place
- 1995: Das Gesicht des Schreckens (Fight for Justice: The Nancy Conn Story)
- 1995: Choices of the Heart: The Margaret Sanger Story
- 1995: The Silence of Adultery
- 1995: Money Kills (Where's the Money, Noreen?)
- 1996: Doppeltes Risiko (Double Jeopardy)
- 1996: Entführung aus Leidenschaft (The Abduction)
- 1997–2001: Nikita (La Femme Nikita) (Fernsehserie)
- 2001: Other People
- 2001–2004: Mutant X (Fernsehserie)
- 2004: Crimes of Fashion
- 2005: G-Spot (Fernsehserie)

### Weiters
- 1980: Agency – Botschaft des Bösen (Agency) – als assistant unit manager
- 1989: Renegades – Auf eigene Faust (Renegades) – als assistant costume designer
- 1990: Uncut Gem – als wardrobe mistress